# تشخیص و درمان بیماری‌های هورمونی
تشخیص و درمان بیماری‌های هورمونی کتابی از هوشنگ دولت‌آبادی است که در سال ۱۳۳۹ منتشر و برندهٔ جایزه کتاب سال سلطنتی شد.